# Rhäden bei Obersuhl und Bosserode
Rhäden bei Obersuhl und Bosserode este o arie protejată (arie specială de conservare — SAC, sit de importanță comunitară — SCI) din Germania întinsă pe o suprafață de 122,44 ha, integral pe uscat.

## Localizare
Centrul sitului Rhäden bei Obersuhl und Bosserode este situat la coordonatele 50°56′32″N 10°00′36″E / 50.9422°N 10.01°E.

## Înființare
Situl Rhäden bei Obersuhl und Bosserode a fost declarat sit de importanță comunitară în aprilie 1999 pentru a proteja 51 de specii de animale. Situl a fost protejat și ca arie specială de conservare în martie 2008.

## Biodiversitate
Situată în ecoregiunea continentală, aria protejată conține 2 habitate naturale: Lacuri eutrofice naturale cu vegetație de tip Magnopotamion sau Hydrocharition, Fânețe de joasă altitudine (Alopecurus pratensis, Sanguisorba officinalis).
La baza desemnării sitului se află mai multe specii protejate:
- păsări (48): lăcar-de-lac (Acrocephalus scirpaceus), rață lingurar (Anas clypeata), rață mică (Anas crecca crecca), rață cârâitoare (Anas querquedula), Anas strepera strepera, Anser albifrons albifrons, gâscă cenușie (Anser anser), Ardea cinerea cinerea, rață-cu-cap-castaniu (Aythya ferina), rața moțată (Aythya fuligula), buhai de baltă (Botaurus stellaris stellaris), Charadrius dubius curonicus, chirighiță neagră (Chlidonias niger), barză albă (Ciconia ciconia ciconia), erete de stuf (Circus aeruginosus), lebădă de iarnă (Cygnus cygnus), egretă albă (Egretta alba), presură de stuf (Emberiza schoeniclus), becațină comună (Gallinago gallinago), Grus grus grus, Ixobrychus minutus minutus, sfrâncioc roșiatic (Lanius collurio), pescăruș-cu-cap-negru (Larus melanocephalus), pescăruș râzător (Larus ridibundus), sitar de mal nordic (Limosa lapponica), Limosa limosa limosa, grelușelul-de-tufiș (Locustella fluviatilis), grelușel-de-zăvoi (Locustella luscinioides), Luscinia svecica cyanecula, gaia neagră (Milvus migrans), Numenius arquata arquata, Nycticorax nycticorax nycticorax, grangur (Oriolus oriolus), vultur pescar (Pandion haliaetus), cormoran mare (Phalacrocorax carbo carbo), bătăuș (Philomachus pugnax), ciocănitoare verzuie (Picus canus), Podiceps cristatus cristatus, cresteț pestriț (Porzana porzana), Rallus aquaticus aquaticus, mărăcinar (Saxicola rubetra), Tachybaptus ruficollis ruficollis, fluierar negru (Tringa erythropus), fluierar de mlaștină (Tringa glareola), fluierar cu picioare verzi (Tringa nebularia), fluierarul de zăvoi (Tringa ochropus), fluierarul cu picioare roșii (Tringa totanus), nagâț (Vanellus vanellus)
- amfibieni (1): triton cu creastă (Triturus cristatus)
- nevertebrate (1): phengaris nausithous (Maculinea nausithous)
- pești (1): boarță (Rhodeus amarus)

Pe lângă speciile protejate, pe teritoriul sitului au mai fost identificate 9 specii de plante, 3 specii de amfibieni, 9 specii de nevertebrate, 3 specii de pești, 1 specie de reptile.